# 鳥居忠宗
鳥居 忠宗 （とりい ただむね、生年不詳-天文16年9月28日（1547年11月10日））は、戦国時代の武将。鳥居忠吉の長男 。通称源七郎。

## 略歴
松平広忠に仕える。天文16年、松平信孝らが織田信秀側に寝返り岡崎城を襲おうとした。9月28日、忠宗は渡河内に兵を率いて信孝軍と戦うも、松平清兵衛に討たれた。
法名雪心。墓所は愛知県岡崎市の渡城跡に市の鳥居氏一族発祥の地にある